# کواتزولو
کواتزولو (به ایتالیایی: Coazzolo) یک کومونه در ایتالیا است که در استان آسته واقع شده‌است.

## خصوصیات
کواتزولو ۴٫۱ کیلومترمربع مساحت و ۳۰۱ نفر جمعیت دارد.